# Avenida Goiás (São Caetano do Sul)
A avenida Goiás é a principal via da cidade de São Caetano do Sul, na Região Metropolitana de São Paulo, Brasil.

## Imagens

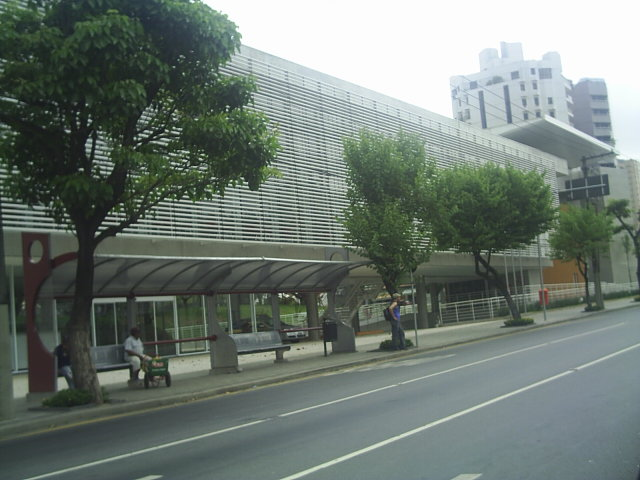
Complexo educacional na avenida.
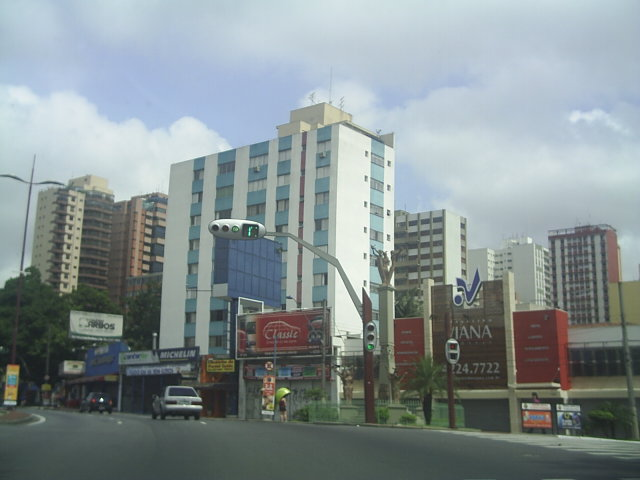
Edifícios da região. A avenida Goiás em primeiro plano.